# Ermita de San Adiutor

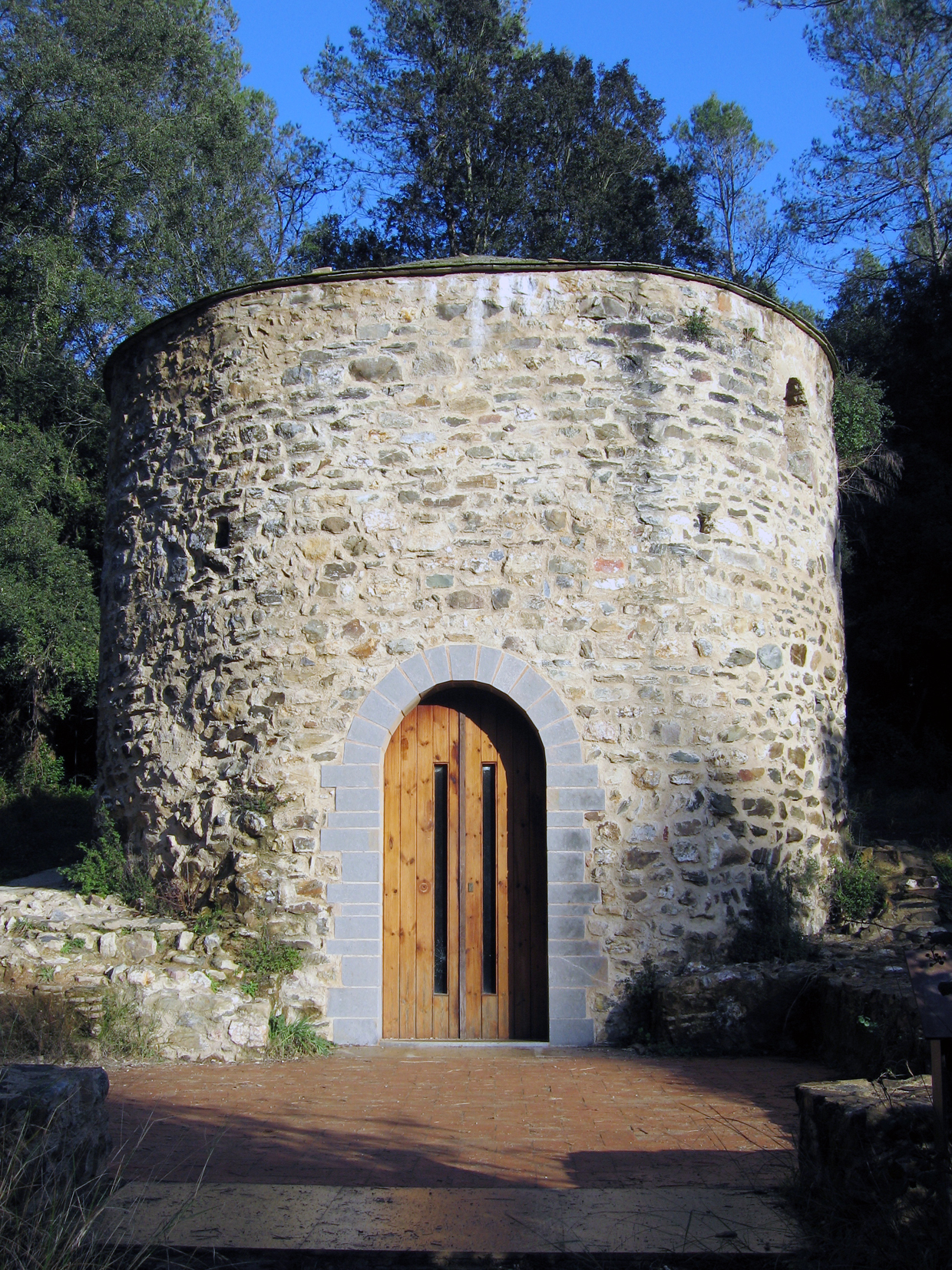
La ermita de San Adiutor en Sant Cugat del Vallés

La ermita de San Adiutor (en catalán: ermita de San Adjutori) es una construcción románica del siglo X, con reformas y ampliaciones de los siglos XII, XVI y XVII, se encuentra situada en el término de San Cugat del Vallés en la comarca catalana del Vallés Occidental.

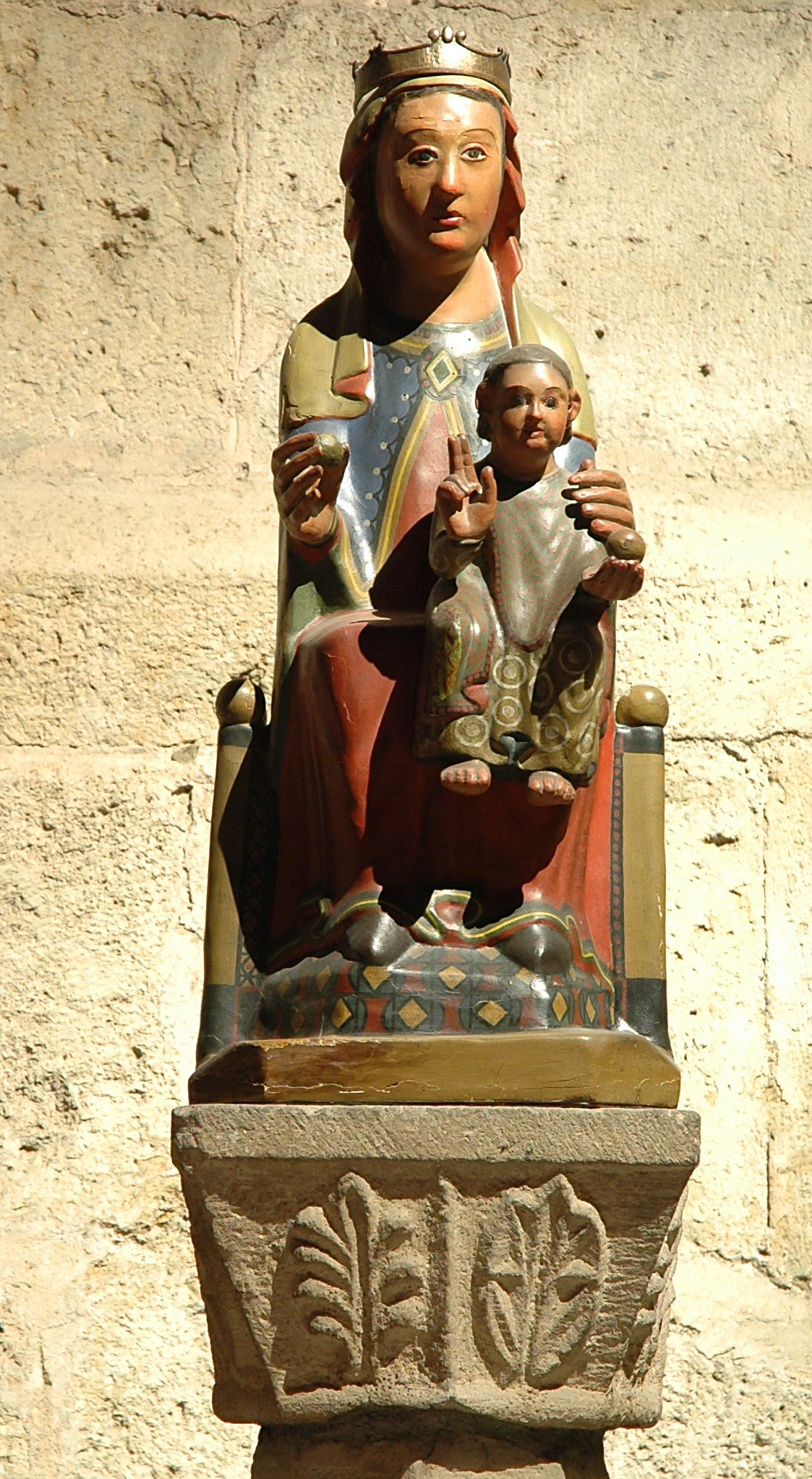
Imagen de la Virgen del Bosque en la actualidad en el Monasterio de Sant Cugat.

## Historia
Documentada en el año 986, figura como posesión del monasterio de Sant Cugat, con la antigua denominación de Santa María de Gausac. Había sido una de las parroquias de la población de Sant Cugat.
La ermita forma parte de un reducido grupo de capillas con planta circular sin ábside, cubierta con una bóveda semiesférica. Tiene una ventana con arco de piedra tallada, el resto de piedras de su construcción están sin desbastar. La parte de poniente, donde debía haber una puerta, ha sido reconstruida.
En otoño del año 2003 se finalizaron las obras de restauración. Las actuaciones realizadas consistieron en la construcción de la puerta de acceso, el desmontaje y reconstrucción de la cubierta existente y la reconstrucción del pavimento.
En el monasterio de Sant Cugat se conserva una imagen del tipo sedes sapientiae de la Virgen del Bosque del siglo XIII, que se encontró en la masía de Can Jané, donde se había llevado en el siglo XIX cuando la ermita empezaba a estar abandonada.
Muy cerca, se encuentra un horno ibérico que data del periodo bajorepublicano romano (siglos II y I a. C.). Los dos monumentos han sido declarados Bien Cultural de Interés Local, formando parte del Catálogo del Patrimonio Arquitectónico de Sant Cugat del Vallés.
- Datos: Q8777144
- Multimedia: Sant Adjutori (Sant Cugat del Vallès) / Q8777144